# Олле-Николь, Дидье
Дидье Олле-Николь (фр. Didier Ollé-Nicolle; родился 2 сентября 1961, Белле, Франция) — французский футболист и футбольный тренер.

## Биография
В качестве футболиста выступал на позиции защитника за «Анже» и ряд других команд. В 1990 году дебютировал в качестве играющего тренера в клубе «Раон-л’Этап».
В 2009 году в качестве наставника дебютировал во французской Лиге 1 у руля «Ниццы». Однако перед концовкой сезона Олле-Николь был отправлен в отставку.
В сентябре 2010 года специалист возглавил швейцарский «Ксамакс», с которым он дошел до финала Кубка страны.
В 2011 году непродолжительное время работал с кипрским «Аполлоном», а затем он тренировал «УСМ Алжир».
В марте 2014 года Дидье Олле-Николь был назначен на пост наставника сборной Бенина, с которой француз подписал двухлетний контракт. Однако через восемь месяцев он покинул свою должность.
После возвращения на родину возглавлял команды низших лиг. В сезоне 2021/22 руководимый им женский ПСЖ стал чемпионом и обладателем Кубка Франции. Но в конце успешного сезона в клубе отстранили Олле Николя от работы из-за неподобающего поведения со стороны тренера. В 2023 году он стал фигурантом расследования по обвинению в сексуальных домогательствах. Соответствующее обвинение выдвинула экс‑футболистка команды Кадидиату Диани. Она заявляла, что в нескольких случаях тренер «коснулся ее ягодиц».
С 2023 года является консультантом на канале Canal+.

## Достижения
- Чемпион Франции среди женщин (1): 2021/22.
- Обладатель Кубка Франции среди женщин (1): 2021/22.
- Финалист Кубка Швейцарии (1): 2010/11.

## Семья
Сын Ромен Олле-Николь (род. 1987) также являлся футболистом. Он выступал за команды из Франции, Бельгии и Люксембурга.